# Crotalaria poissonii
Crotalaria poissonii är en ärtväxtart som beskrevs av René Viguier. Crotalaria poissonii ingår i släktet sunnhampor, och familjen ärtväxter. Inga underarter finns listade i Catalogue of Life.